# علی ساوه‌شمشکی
علی ساوه‌شمشکی، اسکی‌باز اهل ایران است که در المپیک زمستانی ۱۹۶۸ که در گرونوبل فرانسه برگزار می‌شد شرکت کرده بود و در رشته‌های مارپیچ کوچک، مارپیچ بزرگ و اسکی سرعت به مصاف حریفان خود رفت.
او در مارپیچ کوچک در رتبه ۶۷، مارپیچ بزرگ در رتبه ۷۷ و در اسکی سرعت در رتبه ۷۳ جدول رده بندی قرار گرفت.
علی ساوه‌شمشکی برای دومین بار در بازی‌های المپیک زمستانی ۱۹۷۲ در سه رشته فوق شرکت نمود و نتایج زیر را کسب نمود : در مارپیچ بزرگ در رتبه ۴۴ و در اسکی سرعت در رتبه ۵۲ جدول رده بندی قرار گرفت.